# Кипу (Паюзі)
Ки́пу (ест. Kõpu küla) — село в Естонії, у волості Паюзі повіту Йиґевамаа.

## Населення
Чисельність населення на 31 грудня 2011 року становила 36 осіб.

## Географія
Поблизу села проходить автошлях 37 (Йиґева — Пилтсамаа), від якого через Кипу прокладена дорога до села Тапіку.
На південь від села лежить ставок Кипу (Kõpu tiik), площа якого становить 4,7 га.

## Історія
Село раніш було церковним маєтком Кипу (Kõpu kirikmõis).
На мапах 18-го століття поселення позначалось як Köppo.